# Dana (Schiff, 1981)
Die Dana ist ein dänisches Forschungsschiff. Das Schiff gehört der Danmarks Tekniske Universitet. Es wird vom Institut DTU Aqua der Danmarks Tekniske Universitet bereedert. Das Schiff ist das größte Forschungsschiff Dänemarks und das einzige, das weltweit eingesetzt werden kann.

## Geschichte
Das Schiff wurde unter der Baunummer 175 auf der Dannebrog Værft in Aarhus gebaut. Die Kiellegung fand im Juli 1979, der Stapellauf im April 1980 statt. Die Fertigstellung des Schiffes erfolgte am 14. Januar 1981.
Das Schiff ist für den weltweiten Einsatz ausgerüstet und kann in verschiedenen Forschungsbereichen eingesetzt werden.

## Technische Daten und Ausstattung
Der Antrieb erfolgt durch zwei B&W-Dieselmotoren des Typs 12V 23LU mit jeweils 1710 kW Leistung. Die Motoren wirken über Untersetzungsgetriebe auf einen Verstellpropeller. Das Schiff erreicht maximal 15,5 kn. Das Schiff ist im Bug- und Heckbereich jeweils mit einer elektrisch angetriebenen Querstrahlsteueranlage ausgestattet.
Für die Stromversorgung stehen drei Dieselgeneratorsätze zur Verfügung, die von drei Cummins-Zwölfzylindermotoren des Typs KTA 2300 mit jeweils 737 kW Leistung angetrieben werden. Darüber hinaus steht ein Notgenerator zur Verfügung, der von einem Scania-Dieselmotor des Typs DSI 1101 M01 angetrieben wird.
Das Schiff verfügt über sechs Decks. An Bord befinden sich fünf Laborräume, darunter ein 50 m² großes Nass- und ein 18 m² großes Trockenlabor sowie ein 15 m² großes 14C-Labor zur Altersbestimmung von Proben. Auf dem Achterdeck kann ein Container mitgeführt werden, sofern das Schiff während der Forschungsfahrt nicht als Heckfänger genutzt wird. Auf dem Bootsdeck befindet sich ein Konferenzraum.
Für die Fischereiforschung ist das Schiff als Heckfänger mit Aufschleppe konzipiert. Über die Aufschleppe kann auch Forschungsgerät bewegt werden. Das Schiff ist mit verschiedenen Echoloten ausgestattet. Auf dem Achterdeck befinden sich mehrere Winden. Im Achterdecksbereich befinden sich zwei Krane zum Bewegen von Lasten, die 3 bzw. 6 t heben können. Ein weiterer Kran befindet sich vor dem Deckshaus. Von einem Hydrographieraum auf der Backbordseite des Schiffes aus kann mithilfe von Auslegern Forschungsgerät ins Wasser gelassen und wieder eingeholt werden. Im Mast befindet sich ein geschlossenes Krähennest, das für die Beobachtung von Meeressäugern und -vögeln genutzt werden kann.
An Bord des Schiffes sind 38 Einzelkabinen eingerichtet, die sich zu einem großen Teil unterhalb des Hauptdecks befinden. 12 bis 18 Kabinen werden für die Schiffsbesatzung benötigt, der Rest steht für Wissenschaftler zur Verfügung. Auf dem Hauptdeck befinden sich neben den Laborräumen u. a. auch zwei Messen und Aufenthaltsräume, eine Raucherlounge sowie Kombüse und Pantry.
Das Schiff kann bis zu 50 Tage auf See bleiben und dabei 14.000 Seemeilen zurücklegen. Der Rumpf des Schiffes ist eisverstärkt (Eisklasse 1A).